# Cantón de Cambremer
El cantón de Cambremer era una división administrativa francesa, que estaba situada en el departamento de Calvados y la región de Baja Normandía.

## Composición
El cantón estaba formado por dieciocho comunas:
- Auvillars
- Beaufour-Druval
- Beuvron-en-Auge
- Bonnebosq
- Cambremer
- Formentin
- Gerrots
- Hotot-en-Auge
- La Roque-Baignard
- Léaupartie
- Le Fournet
- Montreuil-en-Auge
- Notre-Dame-d'Estrées-Corbon
- Repentigny
- Rumesnil
- Saint-Ouen-le-Pin
- Valsemé
- Victot-Pontfol

## Supresión del cantón de Cambremer
En aplicación del Decreto nº 2014-160 de 17 de febrero de 2014, el cantón de Cambremer fue suprimido el 22 de marzo de 2015 y sus 18 comunas pasaron a formar parte del nuevo cantón de Mézidon-Canon.